# Heimgang
Heimgang är det norska black metal-bandet Kampfars fjärde studioalbum, utgivet 2008 av skivbolaget Napalm Records.

## Låtlista
1. "Vantro" (instrumental) – 3:06
2. "Inferno" – 3:31
3. "Dødens vee" – 4:24
4. "Skogens dyp" – 5:20
5. "Antvort" – 6:10
6. "Vansinn" – 5:36
7. "Mareham" – 5:08
8. "Feigdarvarsel" – 5:15
9. "Vettekult" – 4:49
10. "Vandring" – 3:46

- Text och musik: Kampfar

## Medverkande
Musiker (Kampfar-medlemmar)
- Dolk (Per-Joar Spydevold) – sång
- Thomas (Thomas Andreassen) – keyboard, gitarr
- Jon (Jon Bakker) – basgitarr
- II13 (Ask Ty Ulvhedin Bergli Arctander aka Ask) – trummor, bakgrundssång

Produktion
- Kampfar – producent
- Rune Jørgensen – producent, ljudtekniker, ljudmix
- Morten Lund – mastering
- Jon Lundin – omslagskonst, foto
- Trine Sirnes Thorne – foto